# Mil Mi-8
El Mil Mi-8 (en rus: Ми-8) és un helicòpter de transport mitjà bimotor, que també pot fer tasques com a helicòpter artillat. En deriven altres helicòpters reconeguts com el navalitzat Mi-14, i l'helicòpter d'atac Mi-24. En són usuaris les forces armades o de seguretat de més de 70 estats, entre ells l'Índia, la Xina i l'Iran.

## Desenvolupament i producció
Ha estat fabricat per la fàbrica d'helicòpters Mil de Moscou des de la dècada de 1960. El primer prototip, el W-8, amb un únic motor AI-24W, va realitzar el seu primer vol el 9 de juliol de 1961. Un segon prototip, amb dos motors AI-24W, fer el seu primer vol el 17 de setembre de 1962. Després, va ser introduït en l'inventari de la Força Aèria Soviètica el 1967 com a Mi-8. És un dels helicòpters més produïts del món.

## Especificacions (Mi-8T)
Dades de Jane's All The World's Aircraft 1992–93
Característiques generals
- Tripulació: 3 (pilot, copilot, enginyer de vol)
- Capacitat: 

  - 24 passatgers o
  - 12 lliteres i 1 metge o

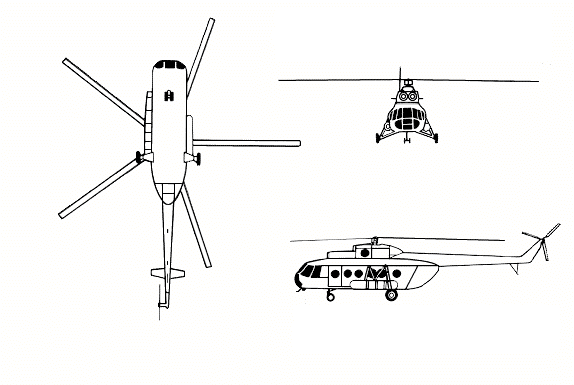

  - 3.000 kg de càrrega interna o externa
- Longitud: 18,17 m
- Diàmetre del rotor: 21,29 m
- Alçada: 5,65 m
- Superfície del disc 356 m²
- Pes buit: 7.260 kg
- Pes carregat: 11.100 kg
- Pes màxim d'enlairament: 12.000 kg
- Motors: 2×  turboeix Klimov TV3-117Mt, 1.454 kW   cada un
- Capacitat màxima de combustible: 3.700 l

 Rendiment 
- Velocitat màxima: 260 km/h (140 nusos)
- Abast: 450 km
- Abast en trasllat: 960 km
- Sostre de servei: 4.500 m

Armament

- fins a 1.500 kg en 6 punts forts alars, incloent contenidors llançacoets de calibre 57 mm, bombes i míssils antitanc